# تونيزيانو
تونيزيانو (بالفرنسية: Tunisiano)‏ هو لقب بشير بكور، مغني راب فرنسي من أصل تونسي. في عام 2000 انضم إلى فرقة سنايبر الذي صدر له معها عدة ألبومات.

## الألبومات

### في مجموعة
- 1995 : Fidèle au Rap (M Group)
- 1997 : Tu Disais Quoi? (M Group)
- 1998 : Rapide Comme un Serpent 2ème Morsure (M Group)
- 1999 : Graine de Star (M Group)
- 2001 : Du Rire Aux Larmes (Sniper)
- 2003 : Gravé Dans La Roche (Sniper)
- 2006 : Trait Pour Trait (Sniper)

### البومات فردية
- 2008 : Le Regard des Gens.
- 2008 : Equivoque
- 2008 :  nos rues
- 2008 :  je porte plainte
- 2009 :  marlich
- 2009 :  citoyens du monde feat zaho

### تعاون
- 1999

Sniper - Association de scarla sur la mixtape 'Power of unity
Sniper Feat Prodige - Même pas 20 piges sur la ميكس تيب Premiere Classe Vol.1
Sniper - Exercice de style sur la ميكس تيب B.O.S.S.

## وصلات خارجية
- تونيزيانو على موقع IMDb (الإنجليزية)
- تونيزيانو على موقع ميوزك برينز (الإنجليزية)
- تونيزيانو على موقع أول ميوزيك (الإنجليزية)
- تونيزيانو على موقع ديسكوغز (الإنجليزية)
- صفحة الفنان تونيزيانو على Rap2France.com نسخة محفوظة 7 يناير 2010 على موقع واي باك مشين.
- صفحة سكاي روك موسيقى الرسمية لتونيزيانو نسخة محفوظة 19 فبراير 2010 على موقع واي باك مشين.
- صفحة ماي سبيس الرسمية لتونيزيانو